# Afrogarypus excelsus
Afrogarypus excelsus är en spindeldjursart som först beskrevs av Beier 1964.  Afrogarypus excelsus ingår i släktet Afrogarypus och familjen Geogarypidae.

## Underarter
Arten delas in i följande underarter:
- A. e. excellens
- A. e. excelsus